# Днепровский пикинёрный полк

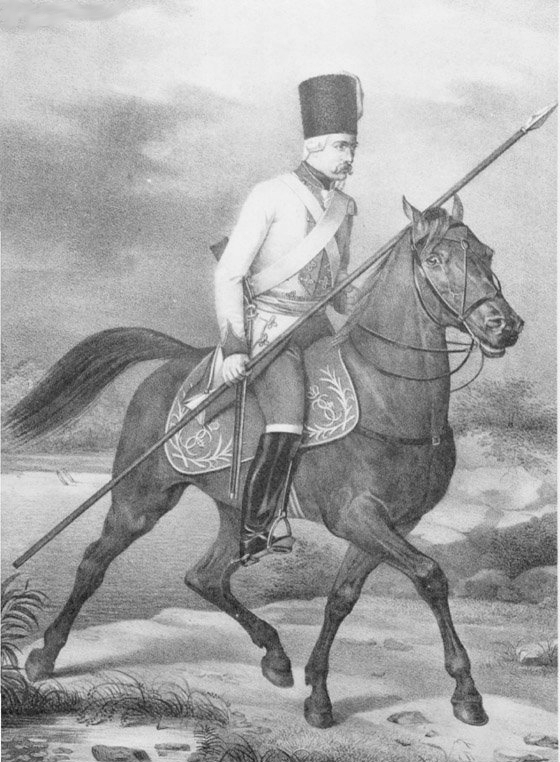
Кавалерист пикинёрных полков, 1764 — 1776 годов.

Днепровский пикинёрный полк — поселенный конный полк Российской армии, вооружённый пиками, сформированный из казачьих и пандурских балканских полков.
Пикинёрный полк сформированный в Екатерининской провинции наименован Днепровским в честь места расселения (по Днепру, от истоков Самары до границ бывшей Новой Сербии). Пикинёры были обязаны нести постоянную военную службу защищая Новороссию, от набегов османов и крымских татар, и обеспечивать себя самим. В 1783 году пикинёрный полк был переформирован в Павлоградский легкоконный. Штаб-квартира — Кобеляки.

## История

### Структура
Создан в Екатеринославской провинции Новороссийского края 9 июня (9 июля) 1764 года, в составе 20 рот, и поселён по Днепру от истоков Самары до границы бывшей Новой Сербии. В его состав вошли 10 бывших малороссийских сотен преимущественно южных Полтавского полка: Старосенжарская, Новосенжарская, Белицкая, Кобеляцкая (4-я рота), Сокольская, Кишенская, Переволочанская, Келебердянская, Кременчугская и Власовская (10-я рота). Административно полк входил в состав Екатерининской провинции Новороссийской губернии вместе с Донецким пикинёрным полком и поселениями Старые и Новые Водолаги.
Полк делился на 20 рот, дислоцированных гарнизонами по укреплениям (населённым пунктам). Четверть каждой роты составляли пешие стрелки-фузилёры. Остальная часть — конные пикинёры, вооружённые пиками, саблями и карабинами.
Полковые земли стали основой для создания Кременчугского уезда Новороссийской губернии. На 1772 год в поселённом полку числилось 1 368 военнослужащих, а членов их семей и приписных — 24 166 жителей (11 712 мужского полу, 12 454 женского), из них государственных поселян на территории Днепровского полка — 9 687 жителей (4 832 мужского полу, 4 855 женского). Всего «по ведомству» Днепровского полка — 35 221 житель (17 912 мужского полу, 17 309 женского). На 1782 год на территории Днепровского полка числилось 24 341 особа мужского полу. Шефами полка были Новороссийские губернаторы (главные командиры), а первым полковым командиром (полковником) назначен Николай Одобаш.

### Боевая служба
В полку служили бывшие военнослужащие гусарских полков Славяносербии и днепровские казаки. С 1768 года по 1774 год полк участвовал в русско-турецкой войне в армии П. А. Румянцева, отличившись в 1770 году при взятии Бухареста и в 1771 году при взятии Ясс. В 1774 году в составе армии И. П. Салтыкова осаждал Рущук.
28 июня 1783 года был переформирован в Павлоградский легкоконный полк.

## Форма и знаки отличия
При обмундировании пикинёров Днепровскому полку было установлено голубое приборное сукно и чёрный кушак. Сама форма одежды военнослужащих представляла изначально собой упрощённую гусарскую форму одежды: высокие шапки, куртки-венгерки, чакчиры, украшенные шнуром. Офицеры не носили пики. После образования Полтавского и Херсонского полков форма пикинёров стала походить немного на запорожскую: туда внедрили черкески, полукафтаны, шаровары и четырёхугольные шапки. У офицеров появились белый кафтан, чакчира и шляпа.

## Знамённый герб
В 1775 году по заданию Военной коллегии был составлен новый (по сравнению со Знаменным гербовником Миниха) знаменный гербовник. Основную работу по составлению гербовника взял на себя герольдмейстер князь М. М. Щербатов. Поэтому гербовник получил в литературе название «Гербовник Щербатова». В Гербовнике содержались изображения 35 гербов для знамён русских полков, в том числе «Днепровского». В 1776 году был назначен герб для полка: «щит, диагонально разделенный на двое, белою, с голубым, полосою, изображающею реку Днепр; в верхней половине, на красном поле, золотой крест, а в нижней, на чёрном поле, серебряный полумесяц».

## Персоны
Представлены некоторые персоны служившие в Днепровском пикинёрном:
- К. С. Гладкий, начав службу 10 мая 1771 года капралом[8];
- В. Т. Золотницкий, премьер-майор[9];
- П. И. Кутузов, в январе 1776 года записан кадетом, 1780 года — подпоручик, в начале 1783 года произведён в капитаны[10];
- Я. П. Козельский, обер-офицер[11];